# 会山镇
会山镇是中华人民共和国海南省琼海市下辖的一个镇。

## 行政区划
会山镇下辖以下村级行政区划单位：
大火村、沐塘村、三洲村、溪仔村和加略村。